# John Baring, 2:e baron Revelstoke
John Baring, 2:e baron Revelstoke, född den 7 september 1863, död den 19 april 1929, var en engelsk finansman. Han var son till Edward Baring, 1:e baron Revelstoke. 
Lord Revelstoke var en av den omorganiserade baringska firmans främsta delägare och en av direktörerna för Englands bank.